# Werneria
Werneria és un gènere d'amfibis de la família dels bufònids.

## Taxonomia
- Werneria bambutensis (Amiet, 1972)
- Werneria iboundji (Rödel, Schmitz, Pauwels & Böhme, 2004)
- Werneria mertensiana (Amiet, 1976)
- Werneria preussi (Matschie, 1893)
- Werneria submontana (Rödel, Schmitz, Pauwels & Böhme, 2004)
- Werneria tandyi (Amiet, 1972)